# Assistant d'aide à la conduite
Pour les articles homonymes, voir AAC.
Un assistant d'aide à la conduite, aussi désigné comme outil d'aide à la conduite, avertisseur de zones dangereuses ou avertisseur de dangers, habituellement abrégé en AAC, est une aide à la conduite automobile signalant des « zones potentiellement dangereuses » aux utilisateurs du réseau routier.
Par exemple, un assistant de navigation par géolocalisation permet après avoir programmé une destination de savoir situer l'usager sur son itinéraire.

## Terminologie
Le terme «assistants d'aide à la conduite» est inventé en mai 2011 pour signaler sur des portions de routes des zones dangereuses.

## Zone de danger
Une zone de danger est une zone où le conducteur d'un véhicule peut être amené à faire face à une difficulté de conduite plus grande en raison d'un risque particulier (embouteillage, accident, réduction de vitesse importante, etc.) qui nécessite une vigilance particulièrement pour éviter au conducteur la mise en danger de sa propre vie ou de celle d'un tiers.
En particulier la loi française permet de signaler une portion de route dangereuse mais interdit de considérer un seul point de contrôle routier comme dangereux.

### Différentes zones de danger
Les « zones de danger » peuvent être séparées en deux groupes :
les dangers « temporaires »
- des travaux,
- un animal sur la route,
- un embouteillage,
- obstacles[2] ;
- un accident,
- une chaussée glissante,
- un contrôle des forces de l'ordre dans une zone réputée dangereuse.

les dangers « permanents »
- un virage fort,
- une école,
- un passage à niveau,
- une voie de tramway,
- un carrefour accidentogène (contenant ou non un radar de feu),
- un pont ou un tunnel,
- une pente dangereuse,
- un hôpital,
- une zone dangereuse (contenant ou non un radar fixe).

Les dangers ou indications fixes (ou « permanents ») sont déjà généralement annoncés au travers de la Signalisation routière de danger ou un Panneau d'indication (tramway ou piétons) ou Panneau d'annonce de radar.
La signalisation routière peut également être une signalisation temporaire ou dynamique.
Les assistants à la conduite permettent à l'usager de bénéficier de ce type d'information au travers d'une application qui est actualisée plus fréquemment que les panneaux.

### Notion de « zone »
En France, Afnor Certification avec INFOCERT a prévu une marque NF469 pour aider les éditeurs de logiciels à se mettre en conformité avec la règlementation,.

## Historique
Le terme prend son importance après une réunion entre Claude Guéant et l'Association Française des Fournisseurs et Utilisateurs de Technologies et d'Aide à la Conduite (AFFTAC):

« Il a été convenu que les avertisseurs de radars seront transformés en assistant d'aide à la conduite permettant de signaler les zones dangereuses. En complément des radars pédagogiques qui seront placés sur des secteurs routiers accidentogènes, les zones dangereuses seront ainsi signalées sur la longueur de l'itinéraire afin de permettre aux automobilistes d'adapter leur vitesse en fonction des limitations et des circonstances. »

— Communiqué de presse de Claude Guéant, ministre de l'Intérieur, de l'Outre-mer, des Collectivités territoriales et de l'Immigration, vendredi 27 mai 2011
En France, ils ont été créés pour remplacer les avertisseurs de radar à la suite du décret no 2012-3 du 4 janvier 2012.
La conformité française des assistants d'aide à la conduite peut notamment être certifiée par la marque NF469.
En février 2013, le ministre de l'Intérieur décide la mise en place systématique d'un panneau d'annonce devant tous les nouveaux radars vitesse fixes.
En avril 2017, le ministre de l’Intérieur envoie à la Commission européenne un projet de décret visant à interdire le signalement des contrôles routiers via les assistants d'aide à la conduite.
Depuis 2016, Volvo a développé en Suède et en Norvège la notion d'alerte feux de détresse qui est présent, en série, sur certains modèles (XC40, S60, V60, etc.). Le système est développé par Volvo Cars et Volvo Trucks. Le principe de ce système cherche à éviter des accidents en partageant la donnée sur la sécurité en temps réel grâce à la connexion au Cloud lors de l'allumage des feux de détresse des véhicules équipés du systeme.
Les promoteurs de l'« assistant feux de détresse » considèrent que le système est pertinent dans les angles morts ou au sommet des côtes.

## Différents systèmes
Il existe plusieurs catégories d'assistants d'aide à la conduite.
On peut en définir comme suit:
Les « boîtiers »Ils sont en général composés d'un récepteur GPS pour la localisation et la vitesse et d'une base de données, pour l'emplacement des zones de danger et la cartographie.[réf. souhaitée]
Les « boîtiers » communicantsCes boîtiers ont pour particularité la possibilité de signaler des dangers temporaires au reste de la "communauté" (ensemble des utilisateurs partageant les mêmes dangers temporaires) dans un but de solidarité entre utilisateurs.
Pour l'instant[Quand ?], seules 4 marques leaders sur le marché proposent des boîtiers : Wikango, Coyote, Inforad et Avertinoo[réf. nécessaire]. Elles ont chacune leur propre communauté ;
Les « applications »Généralement installées sur des smartphones (rares cas sur de simples téléphones mobiles), les applications sont beaucoup plus diverses. Les plus utilisées sont Waze, Icoyote, Wikango HD, Avertinoo, Inforad (les 4 dernières partageant la même communauté que les boîtiers communicants homonymes) ABE et Eklaireur. Il en existe beaucoup d'autres qui sont moins connues/utilisées.

### Les « embarqués »
Sur le même principe que les boîtiers, certains peuvent être communautaires. Ils sont rares mais peuvent avoir l'avantage de marcher même dans les tunnels car ils peuvent ne pas avoir de récepteurs GPS, étant directement liés au compteur.

### Restriction des signalements
En France, à partir du 1er novembre 2021, le signalement de certains contrôles routiers particulièrement sensibles pourra être interdit sur les services électroniques d'aide à la conduite ou à la navigation par géolocalisation. Les préfets auront la possibilité de décider, sur demande des forces de l'ordre, de suspendre temporairement la localisation de certains contrôles routiers d'alcoolémie et de stupéfiants tandis que le ministre de l'Intérieur aura quant à lui cette possibilité s'agissant de contrôles en lien avec le terrorisme ou un enlèvement.
La Sécurité routière précise que « les contrôles de vitesse ne sont pas inclus, dans la mesure où leur signalement permet d'obtenir le résultat espéré, à savoir de faire ralentir les conducteurs ».